# Delvinë
Delvinë (en albanais Delvinë ou Delvina, en grec Dhelvinion, Δελβινιον) est une municipalité et une commune de la région de Vlorë, au sud de l'Albanie, à 16 km au nord-est de Saranda.
La commune de Delvinë a perdu un tiers de sa population depuis 1990, et n'a plus que 4 200 habitants (estimation de 2004).
La colline de Muzina et l'Œil bleu sont des zones protégées situées sur le territoire de la commune.

## Tourisme
La ville est à flanc de montagne. Elle a une mosquée et une église orthodoxe. On peut y voir les restes d'un château médiéval. Le site archéologique antique de Phœnicè se trouve au sud.
Il y a peu d'emploi sur place, hormis ceux offerts par l'État. Delvinë profite peu du boom touristique de Saranda.

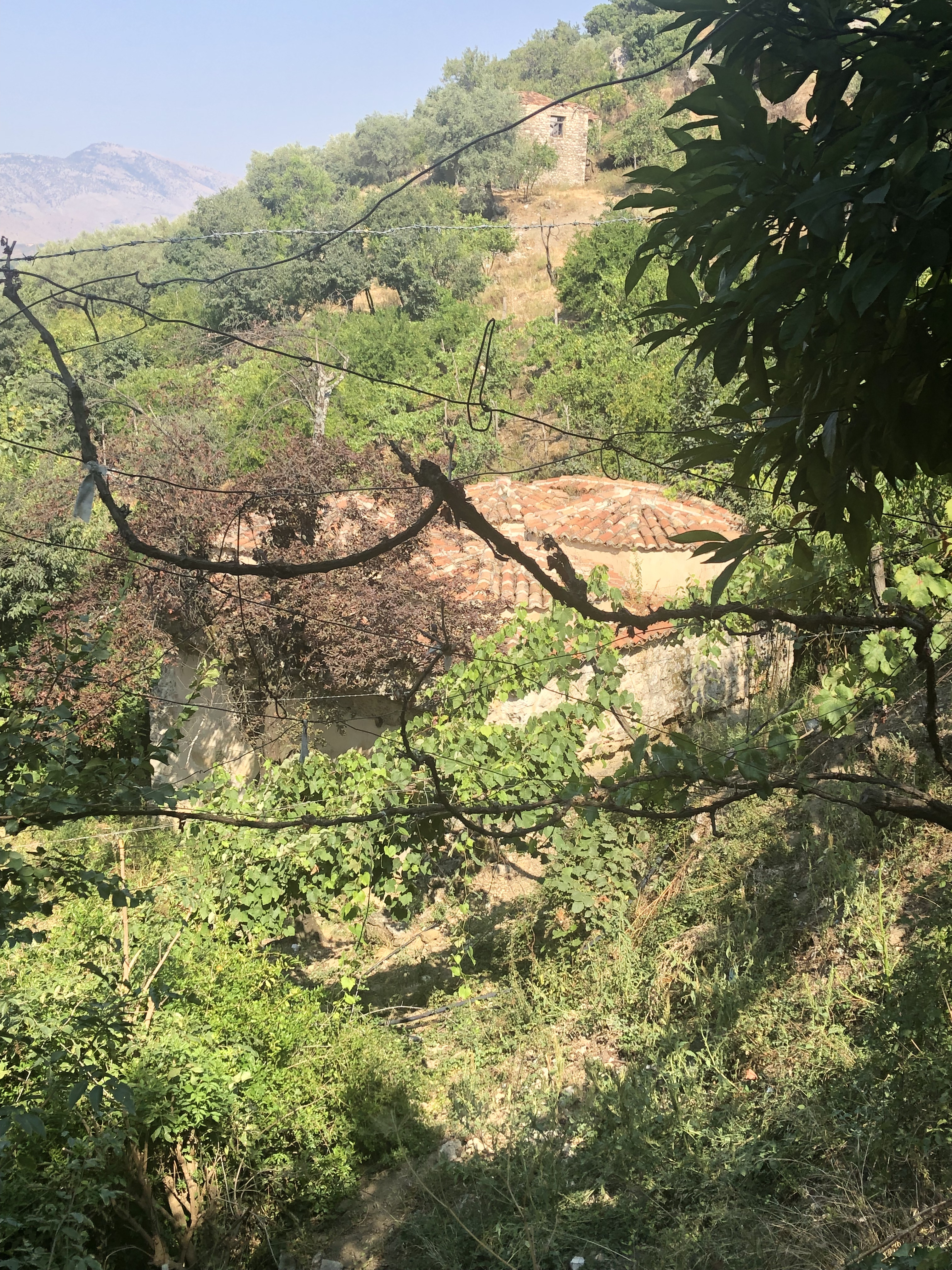
Le hammam historique
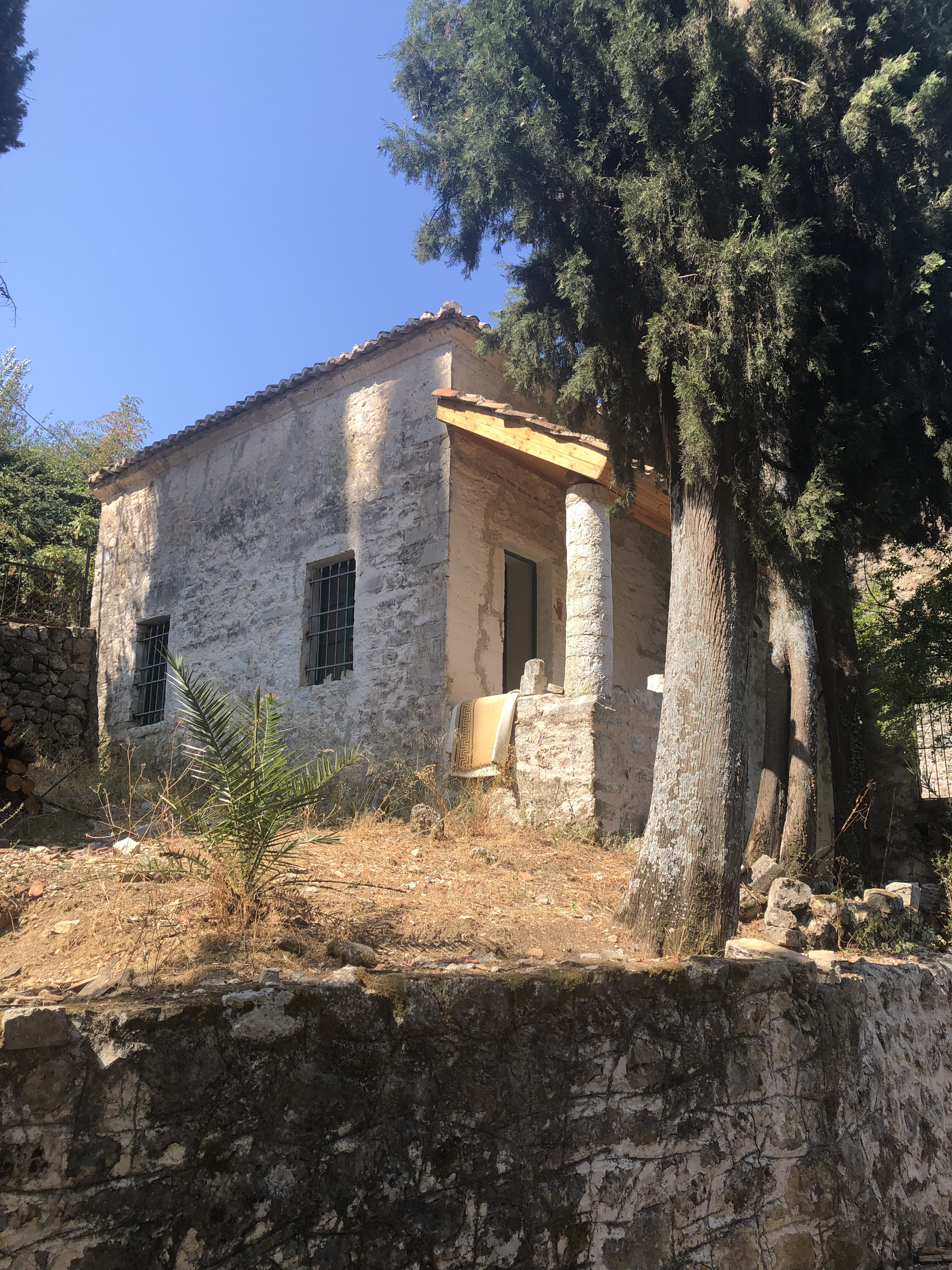
Lieu de culte bektachi
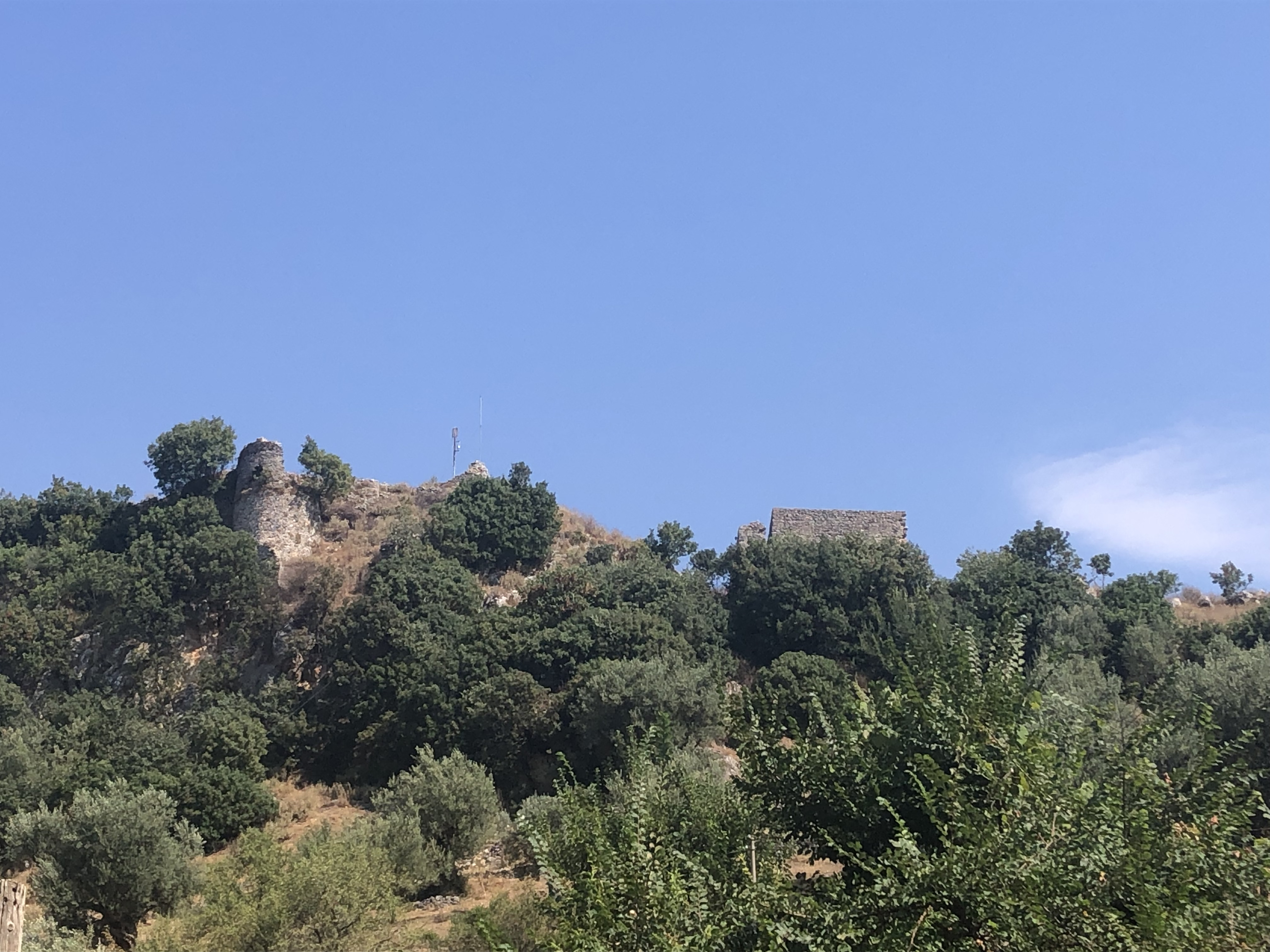
Vue du château
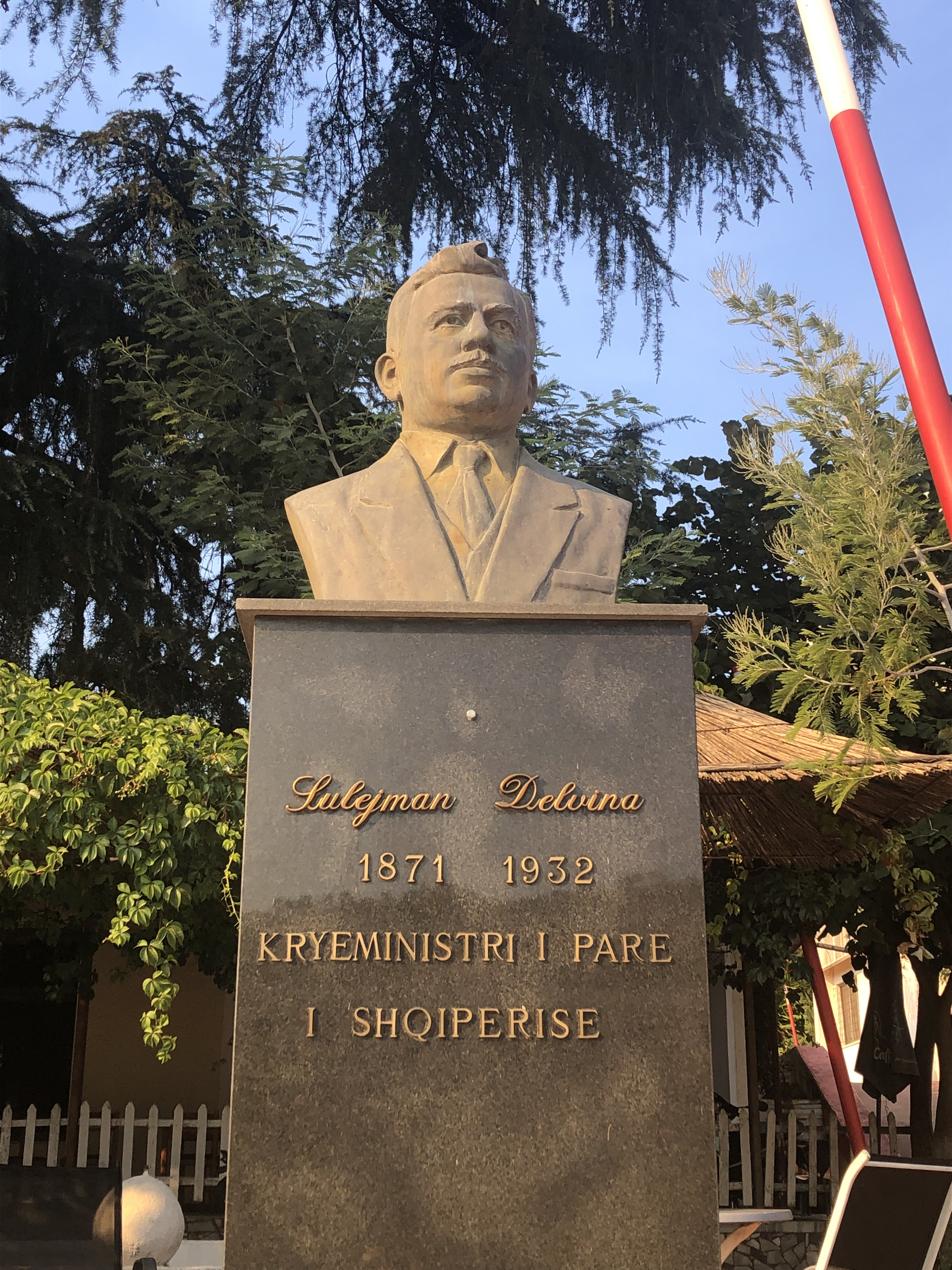
Monument à Sulejman Delvina

## Histoire
La ville a appartenu au Despotat d'Épire puis à Ali Pacha de Janina. Elle a été la capitale du Sandjak de Delvino.